# Upplands runinskrifter 1128
Upplands runinskrifter 1128, till vänster på bilden, är en vikingatida runsten av rödgrå granit med ljusgröna inslag vid Alunda kyrka, Alunda socken och Östhammars kommun. Runstenen är 1,55 meter hög och 1,53 meter bred. Runhöjden är 8,5 centimeter.
Inskriften saknar språklig mening och ristningen är gjord av någon som inte alls behärskat runkonsten. U 1126, också den i Alunda kyrka, är av liknande karaktär och vid närbelägna Viksta kyrka finns ytterligare en liknande egenartad runsten, U 1061.

## Inskriften
Translitterering av runraden:
...nfþku × --in · ban-iuu ...-nuu ' kþn ' kuunþkt-